# Villa Sophienhöhe

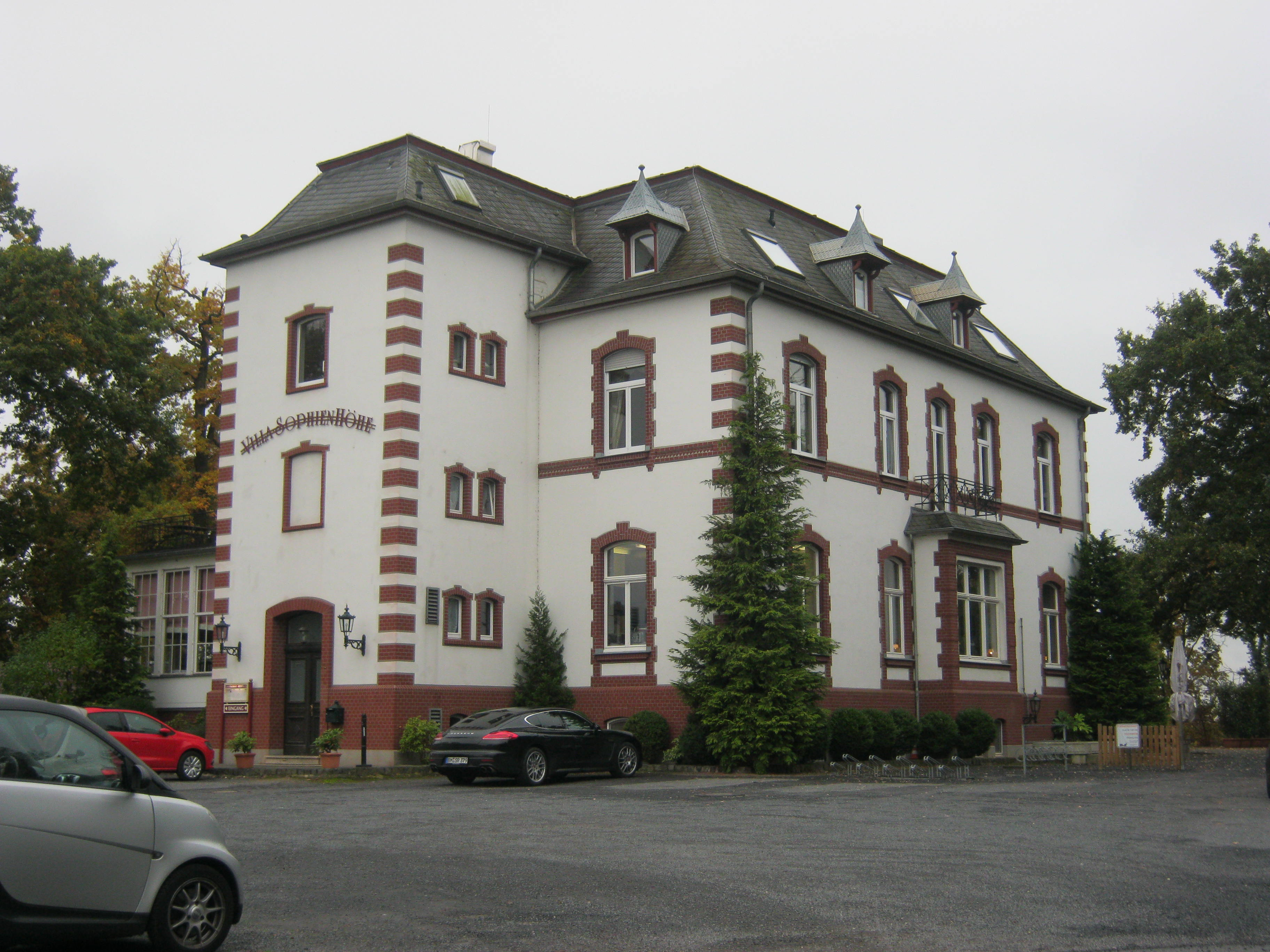
Die Villa

Die Villa Sophienhöhe ist ein denkmalgeschütztes Gebäude in Niederbolheim, einem Stadtteil von Kerpen im Rhein-Erft-Kreis, Sophienhöhe 1.
Die Villa ragt hoch über das östliche Ufer des Neffelbaches auf. Sie liegt eingebettet in einen Waldstreifen, der zum Landschaftsschutzgebiet gehört. Das Haus wurde am 15. Mai 1990 unter Nr. 228 in die Liste der Baudenkmäler in Blatzheim eingetragen.

## Geschichte
Das Gebäude wurde 1899 von dem Gutsbesitzer Josef Bollig zu Schneppenheim und seiner Frau Sophia erbaut. Sophia war eine geborene Stollwerck und gehörte zur gleichnamigen Kölner Fabrikantenfamilie, die sich hauptsächlich mit ihrer Schokoladenfabrik einen Namen machte. Die Villa, die zur Hochzeit der Eheleute erbaut worden war, gehörte damals als Herrenhaus zur Burg Niederbolheim und zum Antoniterhof. Später gingen Gut Antoniterhof und die Villa in den Besitz des Kölner Gymnasial- und Stiftungsfonds über. 1939 kaufte ein Kaufmann aus Düsseldorf das Anwesen. In den Kellerräumen produzierte er Silberputztücher. Im Zweiten Weltkrieg wurde die Villa als Offiziersheim und Lazarett genutzt. Durch Kriegseinwirkungen wurde das Haus so schwer beschädigt, dass es kaum noch bewohnbar war.
Ende der 1940er Jahre erwarb die LVA Rheinprovinz in Düsseldorf die Ruine. Nach Wiederaufbau und Umbau diente die Villa vom Ende der 1940er bis Ende der 1950er Jahre als Lungenheilanstalt für Kinder bis 18 Jahre.
1960 kaufte die Familie von Ullisperger die Villa. Der Hausherr war Erfinder und Tüftler. Er erwarb viele Patente. Das Anwesen wurde zur Herstellung von Manikürutensilien, Nähmaschineneinfädlern und vielem mehr genutzt. Er exportierte die hergestellten Waren von Niederbolheim aus weltweit. Ein Sohn betrieb in den Kellerräumen eine große Druckerei. Nach dem Tod des Besitzers kaufte Familie Stump 1997 das Anwesen. Anita und Werner Stump, ehemaliger Landrat des Rhein-Erft-Kreises, ließen die Villa umfangreich renovieren. 
Seit 1999 ist die Villa Sophienhöhe für die Allgemeinheit zugänglich. In ihr befindet sich heute ein Hotel mit Restaurant und Tagungsräumen.